# ボヴィージオ＝マシャーゴ
ボヴィージオ＝マシャーゴ（伊: Bovisio-Masciago）は、イタリア共和国ロンバルディア州モンツァ・エ・ブリアンツァ県にある、人口約17,000人の基礎自治体（コムーネ）。

## 地理

### 位置・広がり

#### 隣接コムーネ
隣接するコムーネは以下の通り。括弧内のMIはミラノ県所属を示す。
- チェザーノ・マデルノ
- チェリアーノ・ラゲット
- デージオ
- リンビアーテ
- ソラーロ (MI)
- ヴァレード

### 気候分類・地震分類
気候分類では、zona E, 2449 GGに分類される。
また、イタリアの地震リスク階級 (it) では、zona 4 (sismicità molto bassa) に分類される。